# Ischnopteris albiguttata
Ischnopteris albiguttata là một loài bướm đêm trong họ Geometridae.